# Neopsis robustus
Neopsis robustus är en insektsart som beskrevs av Rauno E. Linnavuori 1965. Neopsis robustus ingår i släktet Neopsis och familjen dvärgstritar. Inga underarter finns listade i Catalogue of Life.